# Cordylobia
Genre
Cordylobia est un genre de mouches de la famille des Calliphoridae. Certaines des espèces sont porteuses de maladies pour l'homme.

## Liste d'espèces
Selon Catalogue of Life (23 août 2017) :
- Cordylobia anthropophaga (Blanchard & Berenger-Feraud, 1872)
- Cordylobia ebadiana Lehrer & Goergen, 2006
- Cordylobia rodhaini Gedoelst, 1910
- Cordylobia ruandae Fain, 1953